# Women’s Franchise League
Die Women's Franchise League war eine britische Organisation, die 1889 von der Suffragette Emmeline Pankhurst, ihrem Ehemann Richard und anderen gegründet wurde, vierzehn Jahre vor der Schaffung der Women’s Social and Political Union im Jahr 1903. Die Präsidentin der Organisation war 1889 Harriet McIlquham. 1895 gehörten zum Komitee, das sich in Aberystwyth versammelt hatte: Ursula Mellor Bright, Frau Behrens, Esther? Bright, Herbert Burrows, Dr Clark MP, Frau Hunter von der Matlock Bank, Jane Brownlow, Frau E. James (die in der Nähe lebte), Herbert Newman Mozley, Alice Cliff Scatcherd, Countess Gertrude Guillaume-Schack, Jane Cobden Unwin sowie Emmeline und Richard Pankhurst.
Die Hauptleistung der Organisation war es, durch eine Kampagne für die Mitglieder für einige verheiratete Frauen bei den lokalen Wahlen die Stimmabgabe zu sichern. Bis zum Kommunalwahlgesetz von 1894, dem 1894 Local Government Act, war die Stimmabgabe bei Kommunalwahlen nur für einige wenige Frauen möglich.